# Жедеон Таллеман де Рео
Жедеон Таллеман де Рео (фр. Gédéon Tallemant des Réaux (1619—1692) — французький літератор з оточення мадам де Рамбує, який написав у 1659 році «Цікаві історії» з життя придворних короля Генріха IV (опубліковані в 1834—1835).

## Біографія
Таллеман де Рео народився 2 жовтня 1619 року в Ла-Рошелі в сім'ї заможних гугенотів. Таллемани були вихідцями з міста Турне в південних Нідерландах (Бельгія).
У 18 років Таллеман де Рео їздив до Італії у товаристві свого брата Франсуа та абата (майбутнього кардинала) Реца. Після повернення вивчав право в Парижі, отримав місце радника паризького парламенту.
За народженням і вихованням Таллеман належав радше до буржуазії, але все своє життя намагався самоствердитися в аристократичних колах. З цією метою придбав у долині Луари старовинний замок Рео та одружився з родичкою мадам де Рамбує. Дружина його брата була з Анжанів. Його рідний брат Франсуа Таллеман, прозваний Старший згодом член Академії, прийняв католицтво та священичий сан, щоб мати можливість безперешкодно зайнятися вивченням літератури. Завдяки цим зв'язкам він став завсідником модного салону в готелі Рамбує, де наслухався анекдотів про придворне життя часів Генріха IV та Людовіка XIII. Саме ці розповіді про Нінон де Ланкло та інші знаменитості того часу склали основу його «Цікавих історій». Таллеман назвав свої спогади не мемуарами, a historiettes (буквально: оповідки, короткі історії). За словами Сент-Бева, «він був природженим анекдотистом».
У його книзі згадується величезна кількість осіб, що реально існували. За приблизними підрахунками, у ній містяться докладні відомості про 376 історичних персонажів, що жили наприкінці XVI ст. та в першій половині XVII ст. Передмова до «Цікавих історій» датована 1657 роком.
Інша книга Таллемана, мемуари про регентство Анни Австрійської, мабуть, втрачена. Таллеман був салонним поетом, писав рондо, епіграми, елегії, сатири, але не поміщав їх у поетичні збірки, що виходили на той час у Франції, залишив незавершену трагедію про Едіпа.
Таллеман помер у Парижі 10 листопада 1692 року. Друкованих робіт після нього не залишалося, й незабаром він був забутий, якщо ім'я Таллемана і зустрічалося часом у літературі, то було ім'я його брата — академіка.
Рукопис його твору був оприлюднений у 1830-ті роки на хвилі публікації мемуарів XVII—XVIII ст. і досить швидко став конкурувати з твором Брантома за звання найпопулярнішої книги про французьке придворне життя XVI—XVII століть. Перше видання «Historiettes» Таллемана де Рео з'явилося у Франції в 1834 за редакцією Монмерке. Він є також автором першої статті про життя і творчість Таллемана де Рео. Монмерке уточнює дати життя поки що нікому ще не відомого автора, знаходить в архівах свідчення сучасників про нього, наводить у своїй статті недруковані вірші Таллемана.